# Università di Kwansei Gakuin
L'Università Kwansei Gakuin (関 西 学院 大学, Kansei Gakuin Daigaku), colloquialmente nota come Kangaku (関 学), è un'università privata e coeducazionale cristiana in Giappone. L'Università  offre lauree triennali, magistrali e di dottorato a circa 25.000 studenti in quasi 40 discipline diverse in 11 corsi di laurea e 14 corsi di laurea. L'università ha un campus centrale nella città di Nishinomiya e ha anche campus satellite a Nishinomiya, Sanda, Osaka e Tokyo. La Kwansei Gakuin University è stata selezionata per essere inclusa nel Top Global University Project del governo giapponese come università di tipo B (trazione globale).  L'università è spesso definita come una delle quattro principali università private nella grande regione del Kansai.